# Клетка для животных

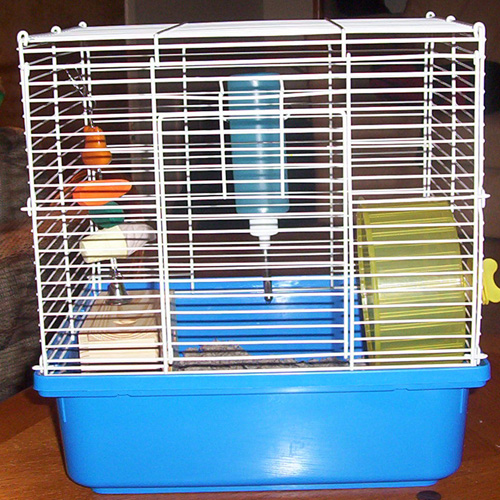
Клетка для мелких животных

Клетка — искусственно ограниченное со всех сторон жизненное пространство для содержания птиц и зверей в неволе, которое изготавливается в виде короба из прутьев и решёток или сетки — постоянное место обитания домашних животных с полным и частичным жизнеобеспечением.

## Назначение
Клетка предназначена как для содержания, так и для транспортировки животных. В некоторых случаях клетки также использовались для содержания и перевозки людей. Иногда клетки «живоловки» применяются для отлова животных. Нередко клетка используется и для предотвращения побега. В случае, когда в клетке находится хищник (или опасный преступник), клетка служит средством безопасности людей, находящихся снаружи. В некоторых случаях клетки обеспечивает безопасность людей при подводных исследованиях: находящиеся внутри клетки пловцы могут наблюдать и даже подкармливать акул.

## Конструкция

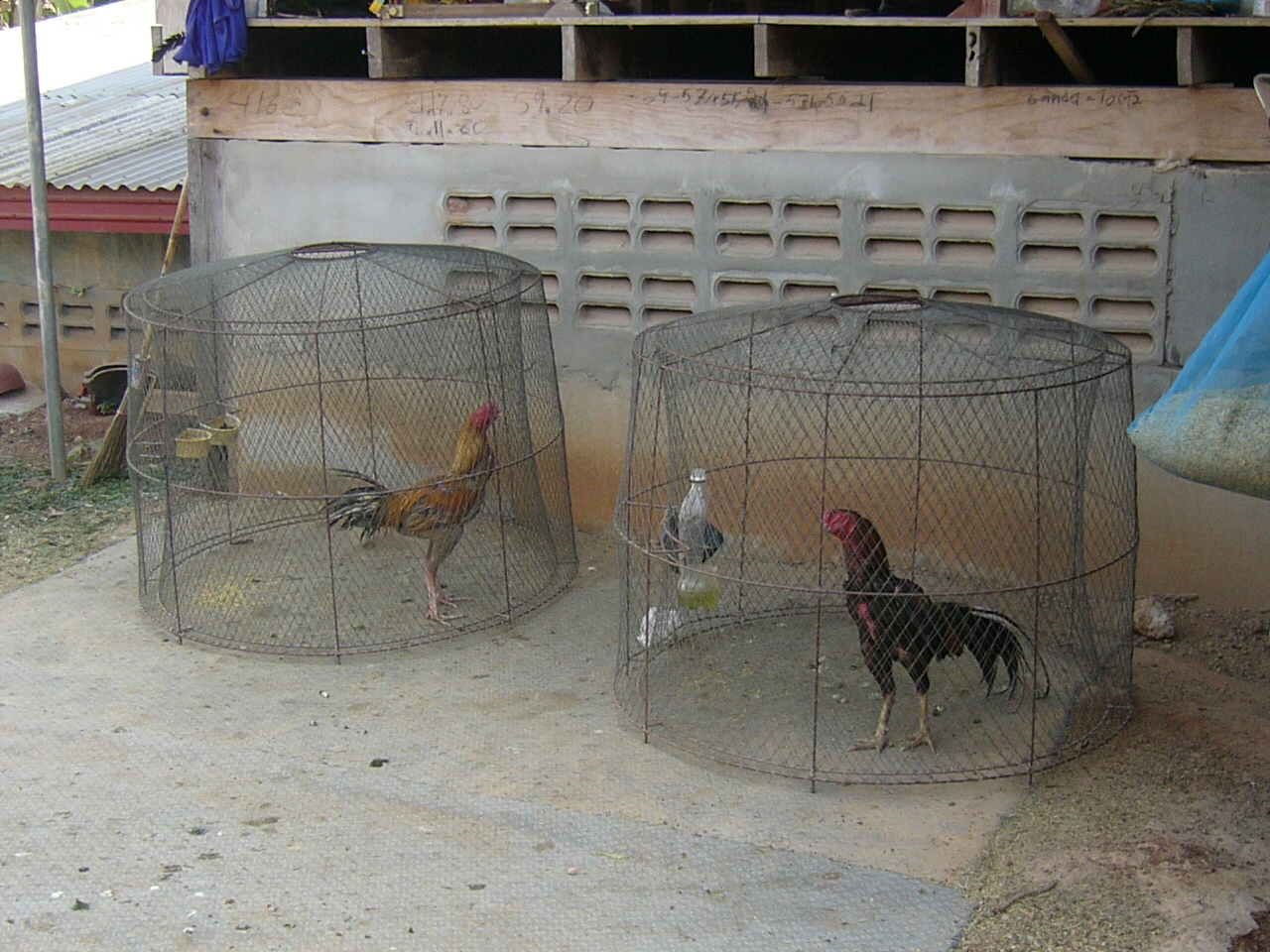
Садки с бойцовыми петухами

Боковые стенки клетки выполнены в виде прутьев (стержней) или проволок, между которыми имеются промежутки. Такая конструкция обеспечивает доступ воздуха и обзорность (хорошую видимость внутренностей клетки снаружи). Прутья или проволочные нити обычно соединены крест-накрест в виде сетки для прочности (иначе животное может раздвинуть прутья в стороны и выйти). Толстые металлические прутья могут быть просто параллельными. Пол и потолок клетки могут быть и сплошными. Обычно клетка имеет запирающуюся дверцу. Однако, у небольших клеток может быть съёмный верх.

## Индивидуально вентилируемые клетки (ИВК)

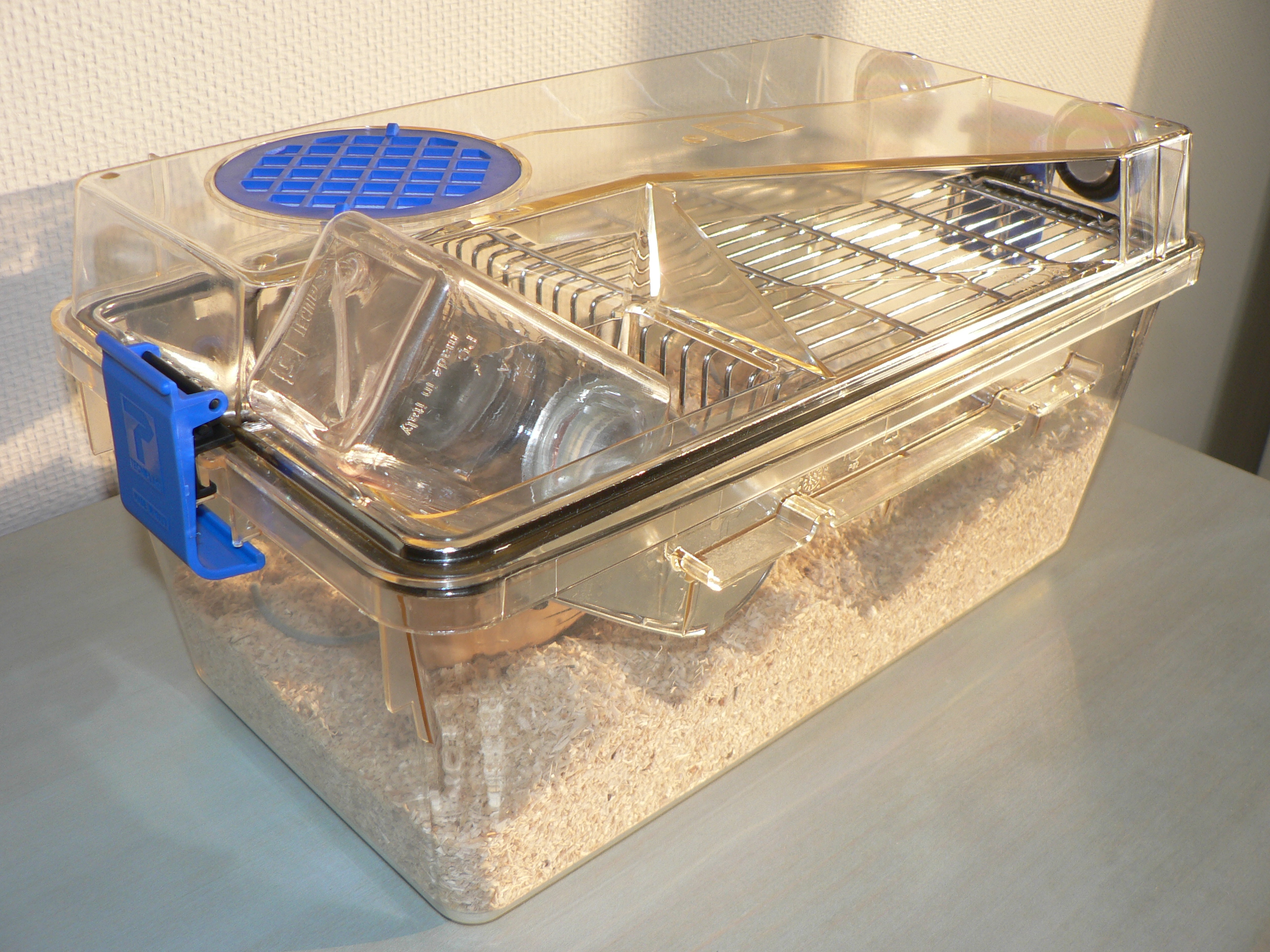
Клетка для лабораторных мышей

Индивидуально вентилируемые клетки (ИВК) предназначены для содержания в виварии лабораторных животных SPF-категории, позволяют избежать контаминации животных и персонала, защищают от пыли и аллергенов, способствуют созданию оптимального микроклимата в каждой отдельной клетке.

## Клетки-ловушки

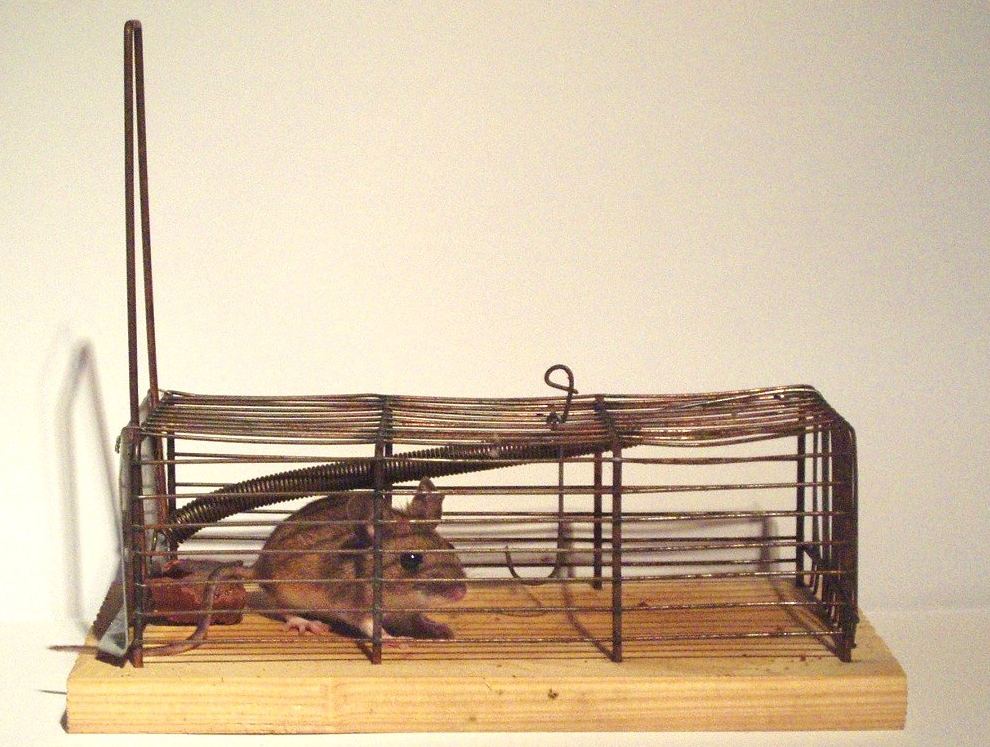
Мышеловка с пойманной мышью, использующая шоколад в качестве наживки

Клетки издавна использовались в качестве орудий для ловли некоторых животных. При этом в клетку помещают приманку, и в нужный момент дверцу захлопывают. Президент Теодор Рузвельт, например, охотился с клеткой на медведя. В настоящее время клетками являются некоторые мышеловки.

## Содержание и перевозка животных
Клетки широко используются в зоопарках, обеспечивая зрителям возможность наблюдать за животными. В домашних условиях клетки применяются для содержания птиц, грызунов.

## Альтернативные конструкции
Хорошую обзорность предоставляют также помещения со стеклянными стенками (террариумы). Однако они требуют вентиляции, кроме того, хрупкость стекла даёт применять его только для мелких животных. Применяются также отгороженные участки (вольеры), но они не предназначены для перевозки. Ещё одной альтернативой является содержание на привязи (цепи), например, так обычно содержат слонов.